# Chrysolina jenisseiensis
Chrysolina jenisseiensis es un coleóptero de la familia Chrysomelidae.
Fue descrita científicamente en 1920 por Breit.